# Narakorn Chaiprasert
Narakorn Chaiprasert (* 4. September 1991) ist ein ehemaliger thailändischer Leichtathlet, der sich auf den Sprint spezialisiert hat.

## Sportliche Laufbahn
Erste internationale Erfahrungen sammelte Narakorn Chaiprasert im Jahr 2009, als er bei den Asienmeisterschaften in Guangzhou in der thailändischen 4-mal-100-Meter-Staffel im Vorlauf zum Einsatz kam und dem Teams zum Finaleinzug verhalf. Im Jahr darauf siegte er bei den Juniorenasienmeisterschaften in Hanoi in 39,82 s und 2011 belegte er bei den Asienmeisterschaften in Kōbe in 39,72 s den fünften Platz und beendete anschließend seine sportliche Karriere im Alter von nur 19 Jahren. 

## Persönliche Bestleistungen
- 100 Meter: 10,63 s (0,0 m/s), 1. Oktober 2010 in Bangkok